# Robert Towne
Robert Bertram Schwartz (Los Ángeles, 23 de noviembre de 1934-Los Ángeles, 1 de julio de 2024), más conocido como Robert Towne, fue un guionista, director de cine y actor estadounidense, cuyos principales trabajos son The Last Detail, Chinatown, Shampoo, Heaven Can Wait, Greystoke: The Legend of Tarzan, Misión Imposible y Misión: Imposible II.

## Filmografía

### Guionista
- Last Woman on Earth (1960)
- The Tomb of Ligeia (1964)
- Bonnie y Clyde (1967)
- Villa Rides (1968)
- Cisco Pike (1972)
- The New Centurions (1972)
- Trilogía de El padrino (1972-1990), colaboración junto a Mario Puzo y Francis Ford Coppola.
- El último deber (1973)
- Chinatown (1974)
- The Parallax View (1974)
- Yakuza (1974)
- Shampoo (1975)
- The Missouri Breaks (1976)
- Orca, la ballena asesina (1977)
- El cielo puede esperar (1978)
- Deal of the Century (1983)
- Greystoke, la leyenda de Tarzán, el rey de los monos (1984)
- Tough Guys Don't Dance (1987)
- Frantic (1988)
- Los dos Jakes (1990)
- Days of Thunder (1990)
- The Firm (1993)
- Love Affair (1994)
- Misión Imposible (1996)
- Misión: Imposible II (2000)

### Director y guionista
- Personal Best (1982)
- Tequila Sunrise (1988)
- Without Limits (1998)
- Ask the Dust (2006)

### Actor
- Last Woman on Earth (1960)
- Creature from the Haunted Sea (1961)
- The Pick-up Artist (1987)[4]

## Premios y distinciones
Premios Óscar
| Año  | Categoría                        | Película        | Resultado |
| ---- | -------------------------------- | --------------- | --------- |
| 1974 | Mejor guion adaptado             | El último deber | Nominado  |
| 1975 | Mejor argumento y guion original | Chinatown       | Ganador   |
| 1976 | Mejor argumento y guion original | Shampoo         | Nominado  |